# Rathaus Bermatingen

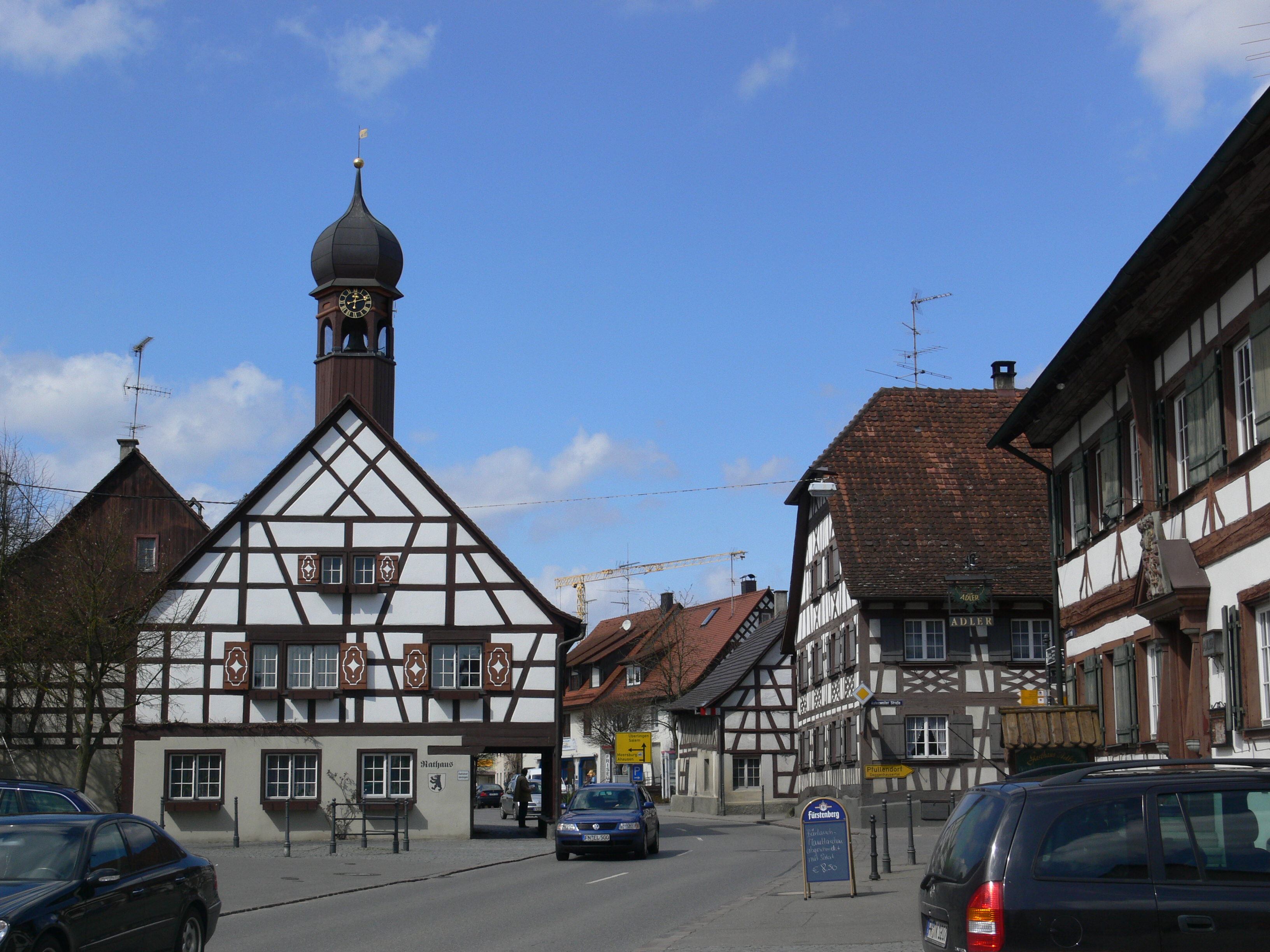
Rathaus in Bermatingen

Das Rathaus in Bermatingen, einer Gemeinde im Bodenseekreis in Baden-Württemberg, wurde laut Datierung am Eckständer 1745 errichtet. Das Rathaus an der Salemer Straße 1 ist ein geschütztes Kulturdenkmal.
Der zweigeschossige Fachwerkbau besitzt ein verputztes Erdgeschoss und einen Fußgängerdurchgang parallel zur Straße. Im Obergeschoss ist das freiliegende Fachwerk zu sehen. Auf dem einseitig abgewalmten Satteldach sitzt ein Dachreiter mit Glocke und Uhr. Das Rathaus steht traufständig zur Salemer Straße und giebelständig zum Rathausplatz. Zwischen dem Rathaus und dem Schlehenhof auf der gegenüberliegenden Straßenseite entsteht eine Engstelle der Salemer Straße, die in den aufgeweiteten Rathausplatz überleitet.
Der Bau war ehemals komplett verputzt, er besitzt ein einfaches Fachwerkgefüge mit Riegeln, Ständern und mehrfeldrigen Streben. 
Das Rathaus bildet gemeinsam mit dem Gasthaus zum Adler und dem Einhaushof Autenweiler Straße 1 die Ortsmitte und ist daher ortsbildprägend.